# Пуэрто-риканское песо
Пуэрто-риканское песо — валюта, выпущенная во время правления испанского короля Альфонсо XIII для острова Пуэрто-Рико в период с 1895 по 1896 год. Это была единственная валюта, когда-либо выпущенная исключительно для использования в Пуэрто-Рико.
В 1895 году на острове Пуэрто-Рико в обращении находились различные валюты из разных стран, многие из них были из Мексики.
Испанское правительство (королевским указом) заменило все эти валюты, обращавшиеся на острове, чтобы создать одну валюту для исключительного использования в Пуэрто-Рико. Эти деньги были отчеканены на Королевском монетном дворе.

## Номиналы и стоимость
Были выпущены купюры номиналом 1 песо, 40 центов, 20 центов, 10 центов и 5 центов. На аверсе первых четырёх изображен обращённый влево бюст короля Альфонсо XIII. На аверсе 5 сентаво, с другой стороны, изображён номер номинала (5 сентаво) и в верхней части текст «Isla de Puerto Rico» (Остров Пуэрто-Рико).
| Номинал    | Год  | Количество |
| ---------- | ---- | ---------- |
| 1 Песо     | 1895 | 8.500.000  |
| 5 сентаво  | 1896 | 600.000    |
| 10 сентаво | 1896 | 700.000    |
| 20 сентаво | 1895 | 3.350.000  |
| 40 сентаво | 1896 | 725.000    |

## Девальвация и изъятие
После смены суверенитета Пуэрто-Рико в 1898 году пуэрто-риканское песо было обесценено на 60 %, потеряв 40 % своей стоимости по отношению к доллару США, который обращался на острове. Пуэрто-риканское песо было изъято из обращения в 1901 году.